# Saison 2023-2024 de la Juventus FC
Maillots
Chronologie
Saison précédente Saison suivante
La saison 2023-2024 de la Juventus FC est la 127e saison de puis la fondation du club en 1897. N'étant impliqué dans aucune compétition européenne pour la première fois depuis la saison 2011-2012, le club est uniquement engagé dans deux compétitions nationales : la Serie A et la Coupe d'Italie.

## Saison
La saison fête le centième anniversaire de la liaison entre la Juventus et la famille Agnelli, associés depuis le 24 juillet 1923.
Le 7 juillet 2023, Cristiano Giuntoli devient le nouveau directeur sportif du club.
Le 28 juillet 2023, après des événements extra-sportifs survenus la saison précédente, l'UEFA annonce l'exclusion de la participation à la Ligue Europa Conférence acquise par la Juventus lors de la saison 2022-2023.
Le 11 septembre 2023, Paul Pogba est suspendu à titre provisoire après avoir été contrôlé positif lors d'un test antidopage à la testostérone à l'issue de la première journée de championnat face à Udinese.
Le 15 mai 2024, la Juventus remporte la quinzième coupe d'Italie de son histoire face à l'Atalanta, sur le score 0-1.
Le 17 mai 2024, la Juventus communique officiellement le licenciement de Massimiliano Allegri avec effet immédiat, faisant suite à certains comportements de l'entraîneur lors de la finale de la coupe d'Italie face à l'Atalanta, que le club juge incompatible avec les valeurs de la Juventus et avec le comportement que doivent avoir ceux qui la représentent.
Le 19 mai 2024, l'entraîneur de la Primavera et ancien joueur de la Juventus, Paolo Montero, prend en charge l'équipe première, afin d'en assurer l'intérim pour les deux dernières journées de championnat face à Bologna et Monza.

## Maillots

### Joueurs
| Domicile | Extérieur | Troisième |

| Domicile | Extérieur | Troisième |

### Gardiens
| 1er | 2e |

| 1er | 2e |

## Transferts

### Transferts estivaux
Ce tableau liste les transferts estivaux de la Juventus FC pour la saison 2023-2024.
| Nom                 | Poste     | Transfert                           | Provenance/Destination  | Division       | Date       |
| ------------------- | --------- | ----------------------------------- | ----------------------- | -------------- | ---------- |
| Arrivées            |           |                                     |                         |                |            |
| Gianluca Frabotta   | Milieu    | Retour de prêt                      | Frosinone Calcio        | Serie A        | 01/07/2023 |
| Luca Pellegrini     | Défenseur | Retour de prêt                      | SS Lazio                | Serie A        | 01/07/2023 |
| Hans Nicolussi      | Milieu    | Retour de prêt                      | US Salernitana          | Serie A        | 01/07/2023 |
| Koni De Winter      | Défenseur | Retour de prêt                      | Empoli FC               | Serie A        | 01/07/2023 |
| Nicolò Rovella      | Milieu    | Retour de prêt                      | AC Monza                | Serie A        | 01/07/2023 |
| Marko Pjaca         | Attaquant | Retour de prêt                      | Empoli FC               | Serie A        | 01/07/2023 |
| Marco Olivieri      | Attaquant | Retour de prêt                      | AC Perugia              | Serie A        | 01/07/2023 |
| Moise Kean          | Attaquant | Transfert (28M)                     | Everton FC              | Premier League | 01/07/2023 |
| Manuel Locatelli    | Milieu    | Transfert (25M)                     | US Sassuolo             | Serie A        | 01/07/2023 |
| Timothy Weah        | Attaquant | Transfert (12M)                     | LOSC Lille              | Ligue 1        | 01/07/2023 |
| Denis Zakaria       | Milieu    | Retour de prêt                      | Chelsea FC              | Premier League | 01/07/2023 |
| Weston McKennie     | Milieu    | Retour de prêt                      | Leeds United            | Premier League | 01/07/2023 |
| Andrea Cambiaso     | Défenseur | Retour de prêt                      | Bologna FC              | Serie A        | 01/07/2023 |
| Arkadiusz Milik     | Attaquant | Transfert (6,3M)                    | Marseille               | Ligue 1        | 01/07/2023 |
| Facundo González    | Défenseur | Transfert                           | Valence CF              | Liga           | 08/08/2023 |
| Départs             |           |                                     |                         |                |            |
| Alessandro Di Pardo | Milieu    | Transfert (1,1M)                    | Cagliari Calcio         | Serie A        | 01/07/2023 |
| Dejan Kulusevski    | Attaquant | Transfert (30M)                     | Tottenham               | Premier League | 01/07/2023 |
| Radu Drăgușin       | Défenseur | Transfert (5,50M)                   | CFC Genoa               | Serie A        | 01/07/2023 |
| Leandro Paredes     | Milieu    | Retour de prêt                      | Paris SG                | Ligue 1        | 01/07/2023 |
| Ange Chibozo        | Attaquant | Prêt                                | Amiens SC               | Ligue 1        | 01/07/2023 |
| Ángel Di María      | Attaquant | Transfert (gratuit)                 | Benfica Lisbonne        | Liga Portugal  | 05/07/2023 |
| Erasmo Mulè         | Défenseur | Prêt                                | US Avellino             | Serie C        | 11/07/2023 |
| Mattia Compagnon    | Milieu    | Prêt                                | Feralpisalò             | Serie C        | 15/07/2023 |
| Nikola Sekulov      | Milieu    | Prêt                                | US Cremonese            | Serie B        | 15/07/2023 |
| Filippo Ranocchia   | Milieu    | Prêt                                | Empoli FC               | Serie A        | 17/07/2023 |
| Juan Cuadrado       | Milieu    | Transfert (gratuit)                 | Inter Milan             | Serie A        | 19/07/2023 |
| Marco Raina         | Gardien   | Transfert (gratuit)                 | FC Arzignano Valchiampo | Serie C        | 20/07/2023 |
| Tommaso Barbieri    | Défenseur | Transfert (gratuit)                 | Pisa SC                 | Serie B        | 20/07/2023 |
| Arthur              | Milieu    | Prêt (3M) (avec option d'achat 20M) | ACF Fiorentina          | Serie A        | 22/07/2023 |
| Andrea Bonetti      | Milieu    | Prêt                                | Tarente FC              | Serie C        | 25/07/2023 |
| Filippo Fiumanò     | Défenseur | Transfert (gratuit)                 | FC Pro Verceil          | Serie C        | 27/07/2023 |
| Stefano Gori        | Gardien   | Prêt                                | AC Monza                | Serie A        | 27/07/2023 |
| Mohamed Ihattaren   | Milieu    | Transfert (gratuit)                 | Samsunspor              | 1. Lig         | 01/08/2023 |
| Mattia Del Favero   | Gardien   | Prêt                                | SPAL                    | Serie B        | 01/08/2023 |
| Marley Aké          | Attaquant | Prêt                                | Udinese Calcio          | Serie A        | 07/08/2023 |
| Koni De Winter      | Défenseur | Prêt (avec obligation d'achat 8M)   | Genoa CFC               | Serie A        | 11/08/2023 |
| Denis Zakaria       | Milieu    | Transfert (20M)                     | AS Monaco               | Ligue 1        | 14/08/2023 |
| Nicolò Rovella      | Milieu    | Prêt (avec option d'achat 17M)      | SS Lazio                | Serie A        | 15/08/2023 |
| Enzo Barrenechea    | Milieu    | Prêt                                | Frosinone               | Serie A        | 15/08/2023 |
| Luca Pellegrini     | Milieu    | Prêt (avec option d'achat 4M)       | SS Lazio                | Serie A        | 17/08/2023 |
| Marco Olivieri      | Attaquant | Prêt                                | Venise FC               | Serie B        | 18/08/2023 |
| Facundo González    | Défenseur | Prêt                                | Sampdoria               | Serie B        | 22/08/2023 |
| Gianluca Frabotta   | Défenseur | Prêt                                | SSC Bari                | Serie B        | 27/08/2023 |
| Matías Soulé        | Attaquant | Prêt                                | Frosinone               | Serie A        | 28/08/2023 |
| Kaio Jorge          | Attaquant | Prêt                                | Frosinone               | Serie A        | 29/08/2023 |
| Leonardo Bonucci    | Défenseur | Fin de contrat                      | Union Berlin            | Bundesliga     | 01/09/2023 |
| Marko Pjaca         | Attaquant | Transfert (gratuit)                 | HNK Rijeka              | Prva Liga      | 01/09/2023 |

### Transferts hivernaux
Ce tableau liste les transferts hivernaux de la Juventus FC pour la saison 2023-2024.
| Nom            | Poste     | Transfert      | Provenance/Destination | Division         | Date       |
| -------------- | --------- | -------------- | ---------------------- | ---------------- | ---------- |
| Arrivées       |           |                |                        |                  |            |
| Tiago Djaló    | Défenseur | Transfert (3M) | LOSC Lille             | Ligue 1          | 21/01/2024 |
| Carlos Alcaraz | Milieu    | Prêt (3,7M)    | Southampton FC         | EFL Championship | 31/01/2024 |
| Départs        |           |                |                        |                  |            |
| Dean Huijsen   | Défenseur | Prêt           | AS Roma                | Serie A          | 06/01/2024 |

## Pré-saison

### Soccer Champions Tour
Durant le mois de juillet, La Juventus participe à la traditionnelle tournée américaine.
Devant affronter le FC Barcelone le 22 juillet 2023, faute d'une épidémie de gastro-entérite virale dans l'équipe espagnole, le match n'a pas lieu.
Les Bianconeri affrontent l'AC Milan à Los Angeles et le Real Madrid à Orlando.
| 28 juillet 2023 | Juventus FC           | 2 - 2 4 - 3 t. a. b. | AC Milan             |                                                                                  |                                                                                  |
| 04:30 CEST      | Danilo 33e Rugani 48e | (1 - 2)              | 23e Thiaw 39e Giroud | Dignity Health Sports Park, Los Angeles Spectateurs : 18 746 Arbitrage : T. Ford | Dignity Health Sports Park, Los Angeles Spectateurs : 18 746 Arbitrage : T. Ford |
| 04:30 CEST      | Tirs au but 4 - 3     |                      |                      | Dignity Health Sports Park, Los Angeles Spectateurs : 18 746 Arbitrage : T. Ford | Dignity Health Sports Park, Los Angeles Spectateurs : 18 746 Arbitrage : T. Ford |

| 3 août 2023 | Juventus FC                    | 3 - 1   | Real Madrid     |                                                                           |                                                                           |
| 01:30 CEST  | Kean 1re Weah 20e Vlahović 90e | (2 - 1) | 38e Vinícius Jr | Camping World Stadium, Orlando Spectateurs : 63 503 Arbitrage : I. Elfath | Camping World Stadium, Orlando Spectateurs : 63 503 Arbitrage : I. Elfath |

### Matchs amicaux
| 9 août 2023 | Juventus FC                                                              | 8 - 0   | Juventus Next Gen |                                                                         |                                                                         |
| 18:30 CEST  | Vlahović 16e 31e Kean 37e · Kaio Jorge 49e 68e 78e Milik 72e Huijsen 82e | (3 - 0) |                   | Juventus Stadium, Turin Spectateurs : 24 000 Arbitrage : Eugenio Scarpa | Juventus Stadium, Turin Spectateurs : 24 000 Arbitrage : Eugenio Scarpa |

| 12 août 2023 | Juventus FC | 0 - 0 | Atalanta |                                                          |                                                          |
| 20:30 CEST   |             |       |          | Stade Dino-Manuzzi, Cesena Arbitrage : Ermanno Feliciani | Stade Dino-Manuzzi, Cesena Arbitrage : Ermanno Feliciani |

## Compétitions

### Serie A
| Rang | Équipe              | Pts | J  | G  | N  | P  | Bp | Bc | Diff |
| ---- | ------------------- | --- | -- | -- | -- | -- | -- | -- | ---- |
| 1    | Inter Milan S       | 94  | 38 | 29 | 7  | 2  | 89 | 22 | +67  |
| 2    | AC Milan            | 75  | 38 | 22 | 9  | 7  | 76 | 49 | +27  |
| 3    | Juventus FC C       | 71  | 38 | 19 | 14 | 5  | 54 | 31 | +23  |
| 4    | Atalanta Bergame C3 | 69  | 38 | 20 | 6  | 11 | 72 | 42 | +30  |
| 5    | Bologne FC          | 68  | 38 | 18 | 14 | 6  | 54 | 32 | +22  |
| 6    | AS Rome             | 63  | 38 | 18 | 9  | 11 | 65 | 46 | +19  |
| 7    | SS Lazio            | 61  | 38 | 18 | 7  | 13 | 49 | 39 | +10  |
| 8    | ACF Fiorentina      | 60  | 38 | 17 | 9  | 12 | 61 | 46 | +15  |
| 9    | Torino FC           | 53  | 38 | 13 | 14 | 10 | 36 | 36 | 0    |
| 10   | SSC Naples T        | 53  | 38 | 13 | 14 | 11 | 55 | 48 | +7   |
| 11   | Genoa CFC P         | 49  | 38 | 12 | 13 | 13 | 45 | 45 | 0    |
| 12   | AC Monza            | 45  | 38 | 11 | 12 | 15 | 39 | 51 | -12  |
| 13   | Hellas Vérone FC    | 38  | 38 | 8  | 11 | 18 | 38 | 51 | -13  |
| 14   | US Lecce            | 38  | 38 | 8  | 14 | 16 | 32 | 54 | -22  |
| 15   | Udinese Calcio      | 37  | 38 | 6  | 19 | 13 | 37 | 53 | -16  |
| 16   | Cagliari Calcio P   | 36  | 38 | 8  | 12 | 18 | 46 | 71 | -25  |
| 17   | Empoli FC           | 36  | 38 | 9  | 9  | 20 | 29 | 54 | -25  |
| 18   | Frosinone Calcio P  | 35  | 38 | 8  | 11 | 19 | 44 | 69 | -25  |
| 19   | US Sassuolo         | 30  | 38 | 7  | 9  | 22 | 43 | 75 | -32  |
| 20   | US Salernitana      | 17  | 38 | 2  | 11 | 25 | 32 | 81 | -49  |

| : Qualification Ligue des Champions : Qualification Ligue Europa : Qualification Ligue Conférence : Relégation Serie B T : Tenant du titre C : Vainqueur de la Coupe d'Italie 2023-2024 S : Tenant de la Supercoupe 2023 C3 : Vainqueur de la Ligue Europa 2023-2024 P : Promus de Serie B 2022-2023 |

### Coupe d'Italie

#### Huitièmes de finale
| 1/8                  | Juventus FC                                                                         | 6 - 1   | US Salernitana | Allianz Stadium, Turin                                                          |                                                                                 |
| 4 janvier 2024 21:00 | Miretti 12e · Cambiaso 34e · Rugani 54e · Bronn 75e (csc) · Yıldız 88e · Weah 90+1e | (2 - 1) | 1re Ikwuemesi  | Spectateurs : 40 545 Diffuseur : Canale 5, L'Équipe Arbitrage : Davide Ghersini | Spectateurs : 40 545 Diffuseur : Canale 5, L'Équipe Arbitrage : Davide Ghersini |
| 4 janvier 2024 21:00 | Rapport                                                                             |         |                | Spectateurs : 40 545 Diffuseur : Canale 5, L'Équipe Arbitrage : Davide Ghersini | Spectateurs : 40 545 Diffuseur : Canale 5, L'Équipe Arbitrage : Davide Ghersini |

#### Quarts de finale
| 1/4                   | Juventus FC                      | 4 - 0   | Frosinone | Allianz Stadium, Turin                                                           |                                                                                  |
| 11 janvier 2024 21:00 | Milik 11e, 38e, 48e · Yıldız 61e | (2 - 0) |           | Spectateurs : 37 940 Diffuseur : Italia 1, L'Équipe Arbitrage : Juan Luca Sacchi | Spectateurs : 37 940 Diffuseur : Italia 1, L'Équipe Arbitrage : Juan Luca Sacchi |
| 11 janvier 2024 21:00 | Rapport                          |         |           | Spectateurs : 37 940 Diffuseur : Italia 1, L'Équipe Arbitrage : Juan Luca Sacchi | Spectateurs : 37 940 Diffuseur : Italia 1, L'Équipe Arbitrage : Juan Luca Sacchi |

#### Demi-finales
| Aller              | Juventus FC               | 2 - 0   | Lazio | Allianz Stadium, Turin                                                       |                                                                              |
| 3 avril 2024 21:00 | Chiesa 50e · Vlahović 64e | (0 - 0) |       | Spectateurs : 39 056 Diffuseur : Canale 5, L'Équipe Arbitrage : Davide Massa | Spectateurs : 39 056 Diffuseur : Canale 5, L'Équipe Arbitrage : Davide Massa |
| 3 avril 2024 21:00 | Rapport                   |         |       | Spectateurs : 39 056 Diffuseur : Canale 5, L'Équipe Arbitrage : Davide Massa | Spectateurs : 39 056 Diffuseur : Canale 5, L'Équipe Arbitrage : Davide Massa |

| Retour              | Lazio               | 2 - 1   | Juventus FC | Stadio Olimpico, Rome                                                          |                                                                                |
| 24 avril 2024 21:00 | Castellanos 12e 48e | (1 - 0) | 83e Milik   | Spectateurs : 38 000 Diffuseur : Canale 5, L'Équipe Arbitrage : Daniele Orsato | Spectateurs : 38 000 Diffuseur : Canale 5, L'Équipe Arbitrage : Daniele Orsato |
| 24 avril 2024 21:00 | Rapport             |         |             | Spectateurs : 38 000 Diffuseur : Canale 5, L'Équipe Arbitrage : Daniele Orsato | Spectateurs : 38 000 Diffuseur : Canale 5, L'Équipe Arbitrage : Daniele Orsato |

#### Finale
| Finale            | Atalanta | 0 - 1   | Juventus FC | Stadio Olimpico, Rome                                                         |                                                                               |
| 15 mai 2024 21:00 |          | (0 - 1) | Vlahović 4e | Spectateurs : 66 854 Diffuseur : Canale 5, L'Équipe Arbitrage : Fabio Maresca | Spectateurs : 66 854 Diffuseur : Canale 5, L'Équipe Arbitrage : Fabio Maresca |
| 15 mai 2024 21:00 | Rapport  |         |             | Spectateurs : 66 854 Diffuseur : Canale 5, L'Équipe Arbitrage : Fabio Maresca | Spectateurs : 66 854 Diffuseur : Canale 5, L'Équipe Arbitrage : Fabio Maresca |

## Buteurs (toutes compétitions)
|       | Buteur              | Serie A | Coppa Italia | Total | MJ |
| ----- | ------------------- | ------- | ------------ | ----- | -- |
| TOTAL | TOTAL               | 34      | 10           | 44    | 23 |
| 1     | Dušan Vlahović      | 11      | 0            | 11    | 20 |
| 2     | Federico Chiesa     | 6       | 0            | 6     | 17 |
| 3     | Arkadiusz Milik     | 2       | 3            | 5     | 21 |
| 4     | Kenan Yıldız        | 1       | 2            | 3     | 12 |
| 4     | Adrien Rabiot       | 3       | 0            | 3     | 18 |
| 4     | Federico Gatti      | 3       | 0            | 3     | 19 |
| 5     | Gleison Bremer      | 2       | 0            | 2     | 22 |
| 5     | Daniele Rugani      | 1       | 1            | 2     | 11 |
| 5     | Andrea Cambiaso     | 1       | 1            | 2     | 19 |
| 5     | Fabio Miretti       | 1       | 1            | 2     | 16 |
| 6     | Samuel Iling-Junior | 1       | 0            | 1     | 11 |
| 6     | Timothy Weah        | 0       | 1            | 1     | 17 |
| 6     | Danilo              | 1       | 0            | 1     | 17 |
| 6     | Manuel Locatelli    | 1       | 0            | 1     | 21 |